# Герман Штайнерт
Герман Штайнерт (нім. Hermann Steinert; 10 грудня 1916, Траунштайн — ?) — німецький офіцер-підводник, капітан-лейтенант крігсмаріне.

## Біографія
3 квітня 1936 року вступив на флот. З грудня 1938 року — дивізійний і 2-й радіотехнічний офіцер на легкому крейсері «Емден». З серпня 1940 року — 1-й і радіотехнічний офіцер на міноносці «Шверін». З листопада 1940 року — офіцер роти дивізіону озброєння есмінців. З лютого 1941 року — вахтовий і торпедний офіцер на есмінці Z27. З грудня 1941 по травень 1942 року пройшов курс підводника, в травні — вересні — підготовку в 2-му навчальному дивізіоні підводних човнів. З вересня 1942 по січень 1943 року — 1-й вахтовий офіцер на підводному човні U-155. З 1 березня 1943 року — командир U-128. 6 квітня вийшов у свій перший і останній похід. 17 травня U-128 був потоплений неподалік від Пернамбуку скоординованою атакою американських летючих човнів «Марінер» і есмінців «Джоетт» та «Моффет». 7 членів екіпажу загинули, 47 (включно зі Штайнертом) були врятовані й узяті в полон.

## Звання
- Кандидат в офіцери (3 квітня 1936)
- Морський кадет (10 вересня 1936)
- Оберфенріх-цур-зее (1 липня 1938)
- Лейтенант-цур-зее (1 жовтня 1938)
- Оберлейтенант-цур-зее (1 жовтня 1940)
- Капітан-лейтенант (1 травня 1943)